# 120-mm-Mörser 2S12 Sani

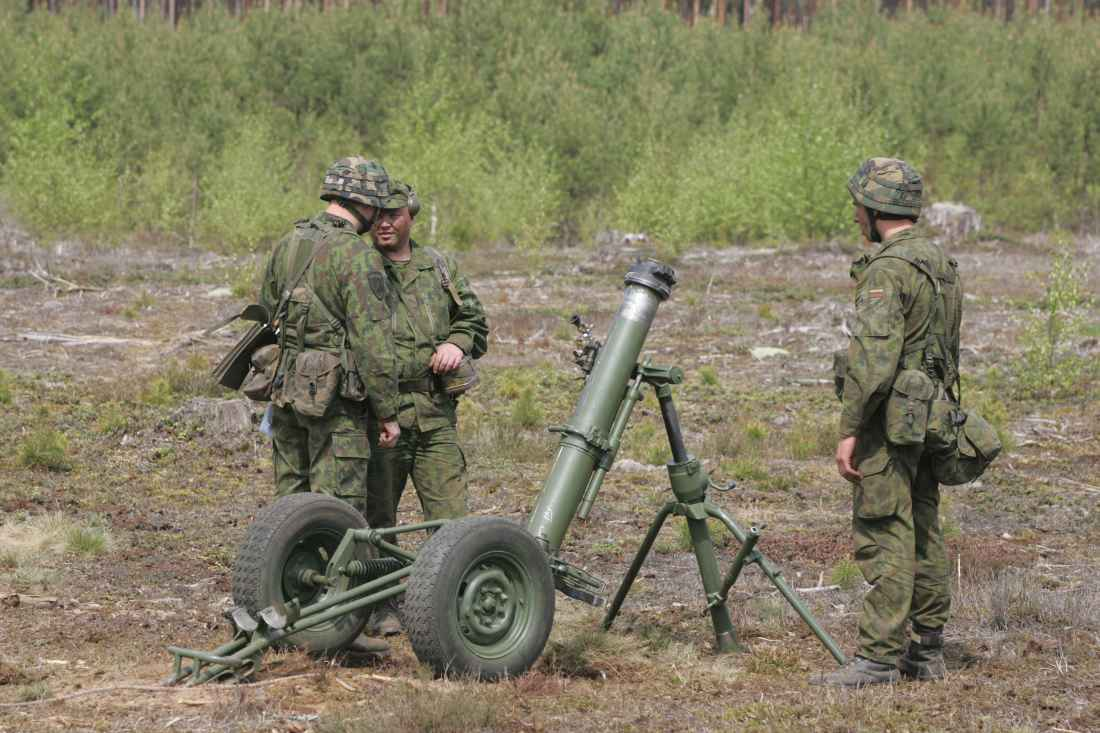
Werfer 2B11 des Systems 2S12 Sani in Gefechtslage

2S12 Sani (russisch 2С12 Сани) ist der Name eines Waffensystems, dessen Hauptkomponente ein 120-mm-Granatwerfer ist. Das ab 1979 entwickelte und ab 1981 in der Sowjetunion hergestellte System löste in der Bewaffnung der Sowjetarmee und anderer Armeen die verschiedenen Granatwerfer der Kaliber 120 mm ab. Mit dem System 2S11 Tundscha (russisch 2С11 Тунджа) steht auch eine Variante auf Selbstfahrlafette zur Verfügung.
Der GRAU-Index des Waffensystems ist 2S12, der Entwicklungsname Sani.

## Geschichte

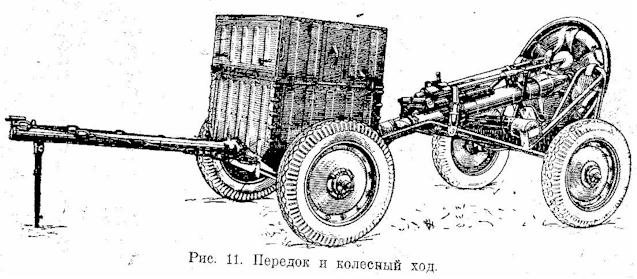
120-PM-38 von 1938

Historisch zählt der 2S12 Sani zunächst zu den Mörsern von denen aus dem Ersten Weltkrieg der Stokes-Mörser ein Vorläufer des 2S12 Sani ist. Der in Frankreich weiterentwickelte Mörser Brandt Mle 27/31 wurde bei der Roten Armee als 120-PM-38 lange Zeit weiter genutzt. Beim Unternehmen Barbarossa wurden solche Geräte als Beutewaffe angenommen und als Granatwerfer 42 weiter produziert. Der 120-mm-Granatwerfer M1943 wurde noch umfangreich in den Beständen der Nationalen Volksarmee geführt.

## Konstruktion
Das Waffensystem besteht aus

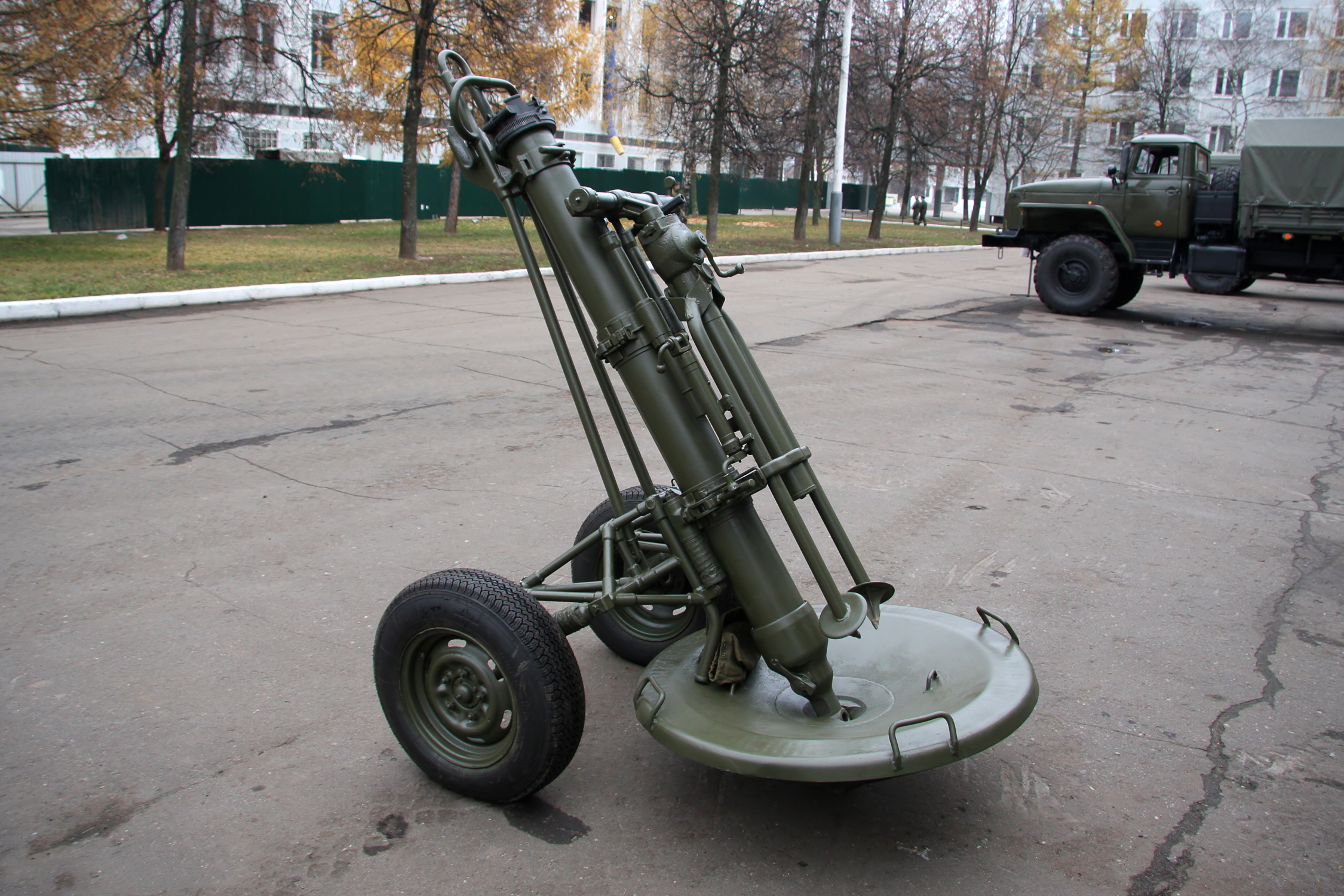
120-mm-Granatwerfer 2B11

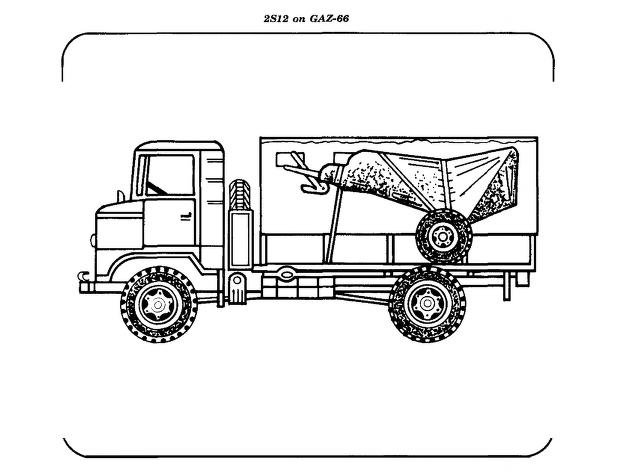
Verlastete Waffe auf dem Transportfahrzeug, Darstellung in einer Dienstvorschrift der US Army

- dem 120-mm-Granatwerfer 2B11 (russisch 2Б11)
- dem Transportfahrzeug 2F510 (russisch 2Ф510)

### 120-mm-Granatwerfer 2B11
Der 120-mm-Granatwerfer 2B11 besteht aus
- dem Rohr mit Bodenstück und Ladesicherung
- dem Zweibein
- der Bodenplatte
- dem Richtaufsatz MPM-44M1
- dem Kollimator K-1
- dem Beleuchtungssatz Lutsch PM2M
- dem Fahrgestell 2L81 (russisch 2Л81)
- dem Zubehör

Der Granatwerfer besitzt ein glattes Rohr und verschießt flügelstabilisierte Wurfgranaten. Geladen wird der Werfer von vorn über das Rohr. Am Rohr ist vorn eine Ladesicherung angebracht, die ein erneutes Nachladen bei nicht entladenem Werfer verhindert. Eine eingespielte Bedienung ist in der Lage, den Werfer sehr schnell nachzuladen. Unter Gefechtsbedingungen kann jedoch nicht immer zweifelsfrei festgestellt werden, ob die geladene Granate tatsächlich verschossen wurde. Ein erneutes Nachladen bei noch geladenem Werfer führt durch das Ansprechen des Aufschlagzünders der im Rohr befindlichen Granate zur Explosion der Munition. Die Einführung der Ladesicherung stellt daher eine wesentliche Steigerung des Gefechtswertes der Waffe dar. Das Bodenstück schließt das Rohr nach hinten ab und leitet die Rückstoßkräfte in die Bodenplatte ein. Bodenplatte und Zweibein dienen zum Richten des Werfers und nehmen die Rückstoßkräfte auf. Sowohl nach der Seite als auch in der Höhe wird der Werfer über einfache Spindeln gerichtet.
Als Visier wird der Richtaufsatz MPM-44M zusammen mit dem Kollimator K-1 verwendet. Der Richtaufsatz MPM-44M vergrößert bei einem Gesichtsfeld von 9° 2,5-fach. Er kann mit der Nachtbeleuchtung Lutsch PM2M versehen werden.
Das Fahrgestell 2L81 ist ein einachsiges, gefedertes Fahrgestell. Dabei handelte es sich um eine geschweißte Konstruktion aus Stahlrohr. Mit Hilfe des Fahrgestells kann der Werfer als Anhängelast vom Transportfahrzeug gezogen oder über kurze Strecken im Mannschaftszug bewegt werden.

### Transportfahrzeug 2F510
Das Transportfahrzeug dient zum Transport des Werfers, der Bedienung, der Munition sowie von Ersatzteilen, Werkzeug und Zubehör. Zum Transport über längere Strecken wird der Werfer auf der Ladefläche des Fahrzeuges verlastet. Der Kampfsatz von insgesamt 48 Wurfgranaten wird in 24 Munitionskisten ebenfalls auf der Ladefläche mitgeführt. Als Basis des Transportfahrzeuges dient ein geländegängiger Lkw GAZ-66.

## Munition
Die für 120-mm-Granatwerfer entwickelte Munition wurde weiter genutzt. Zum Einsatz kamen flügelstabilisierte Wurfgranaten mit Splittergefechtskopf. Bei einem Gesamtgewicht des Geschosses von 15,9 kg entfielen auf die Sprengladung 1,59 kg. Weiterhin stehen Nebelgranaten zur Verfügung. Gelenkte Wurfgranaten wie die KM-8 Gran (russisch КМ-8 Грань) können mit dem Werfer ebenfalls verschossen werden.

## Versionen

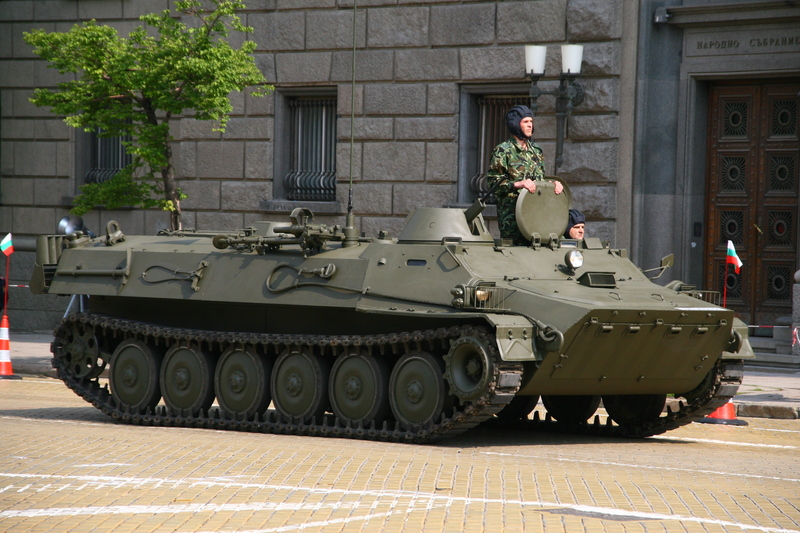
Bulgarische SMM 74 B1.10 Tundscha-Sani

Der Werfer wurde unter gleicher Bezeichnung in der Volksrepublik Bulgarien in Lizenz hergestellt.
- 2B11M: Die Version 2B11M ist zum Verschuss lasergelenkter Wurfgranaten KM-8 Gran geeignet.
- 2S12A: In der Version 2S12A (russisch 2С12А) kommt ein auf dem Lkw Ural-4320 aufgebautes Transportfahrzeug zum Einsatz.
- 2S11 Tundscha: In der Version 2S11 Tundscha ist der Werfer in eine auf Basis des MT-LB aufgebaute Selbstfahrlafette eingerüstet. Das Transportfahrzeug entfällt.
- SMM 74 B1.10 Tundscha-Sani: Bei der SMM 74 B1.10 handelt es sich um die bulgarische Version der 2S11 Tundscha.
- SM120: Bei der SM120 handelt es sich um die belorussische Version der 2S11 Tundscha. Als Basisfahrzeug wird hier jedoch ein MT-LBu genutzt.
- Aybat: Bei der Aybat handelt es sich um die kasachische Version der 2S11 Tundscha. Auch hier dient ein MT-LBu als Basisfahrzeug.

## Technische Daten

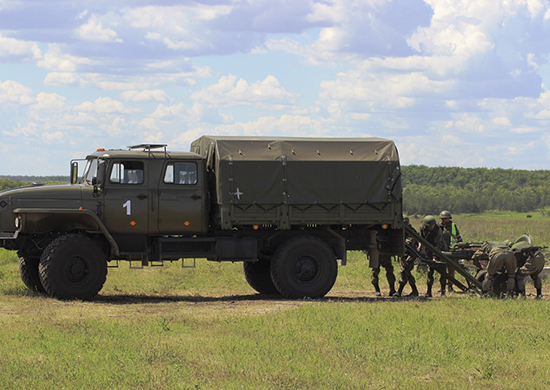
2S12A der Russischen Armee

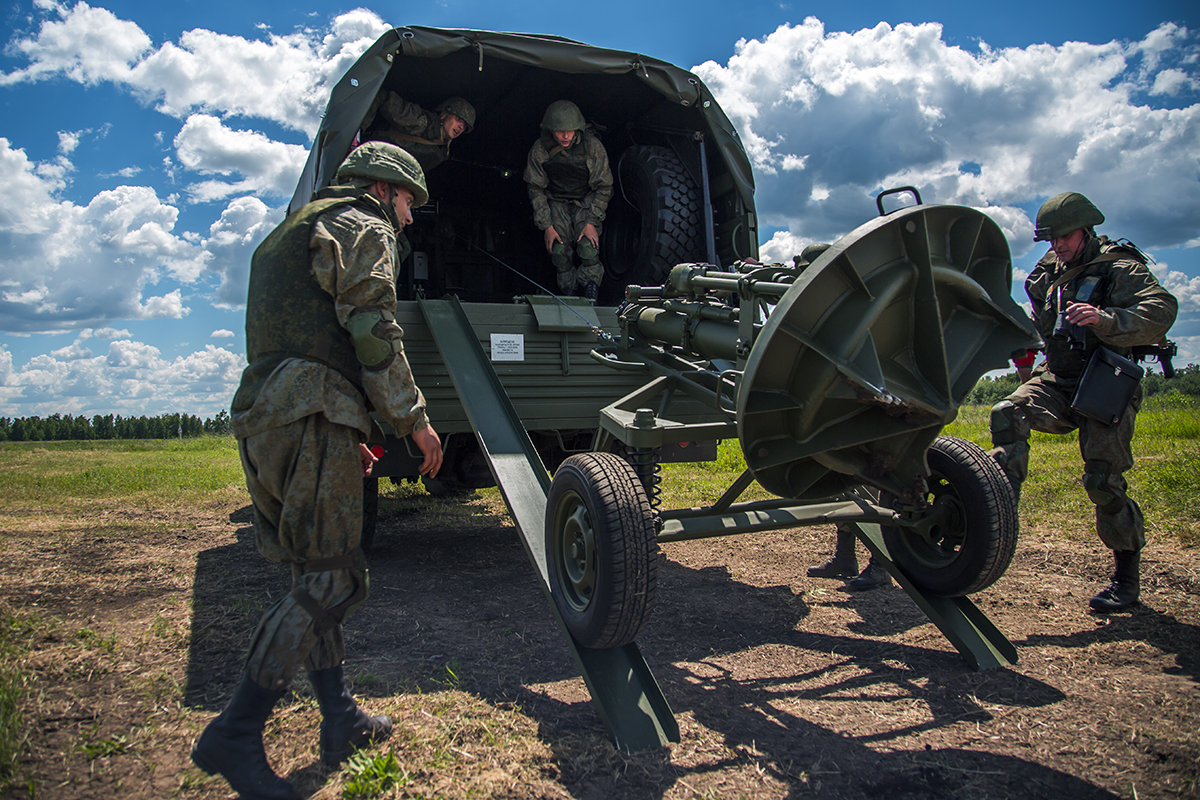
Russische Heereseinheit während einer Übung mit dem 2S12.

| 120-mm-Granatwerfer 2B11    |                                                                  |
| Allgemeine Eigenschaften    |                                                                  |
| Klassifikation              | Granatwerfer                                                     |
| Chefkonstrukteur            | ZNII Burewestnik (russisch ЦНИИ Буревестник)                     |
| Bezeichnung des Herstellers |                                                                  |
| Hersteller                  | Motowilichinskije sawody, Perm (russisch Мотовилихинские заводы) |
| Länge mit Protze            |                                                                  |
| Breite                      |                                                                  |
| Höhe                        |                                                                  |
| Gewicht in Feuerstellung    | 210 kg                                                           |
| Gewicht in Marschlage       | 297 kg                                                           |
| Mannschaft                  | 1/4                                                              |
| Baujahre                    | 1981 –                                                           |
| Stückzahl                   | mehr als 1.400                                                   |
| Rohr                        |                                                                  |
| Kaliber                     | 120 mm                                                           |
| Rohrlänge                   |                                                                  |
| Höhe der Schusslinie        |                                                                  |
| Feuerdaten                  |                                                                  |
| Höhenrichtbereich           | +45° bis +80°                                                    |
| Seitenrichtbereich          | ±5°                                                              |
| Reichweite, maximal         | 7.100 m                                                          |
| Reichweite, minimal         | 460 m                                                            |
| Mündungsgeschwindigkeit     | 325 m/s                                                          |
| Feuerrate                   | 12 Schuss/min                                                    |

## Einsatz

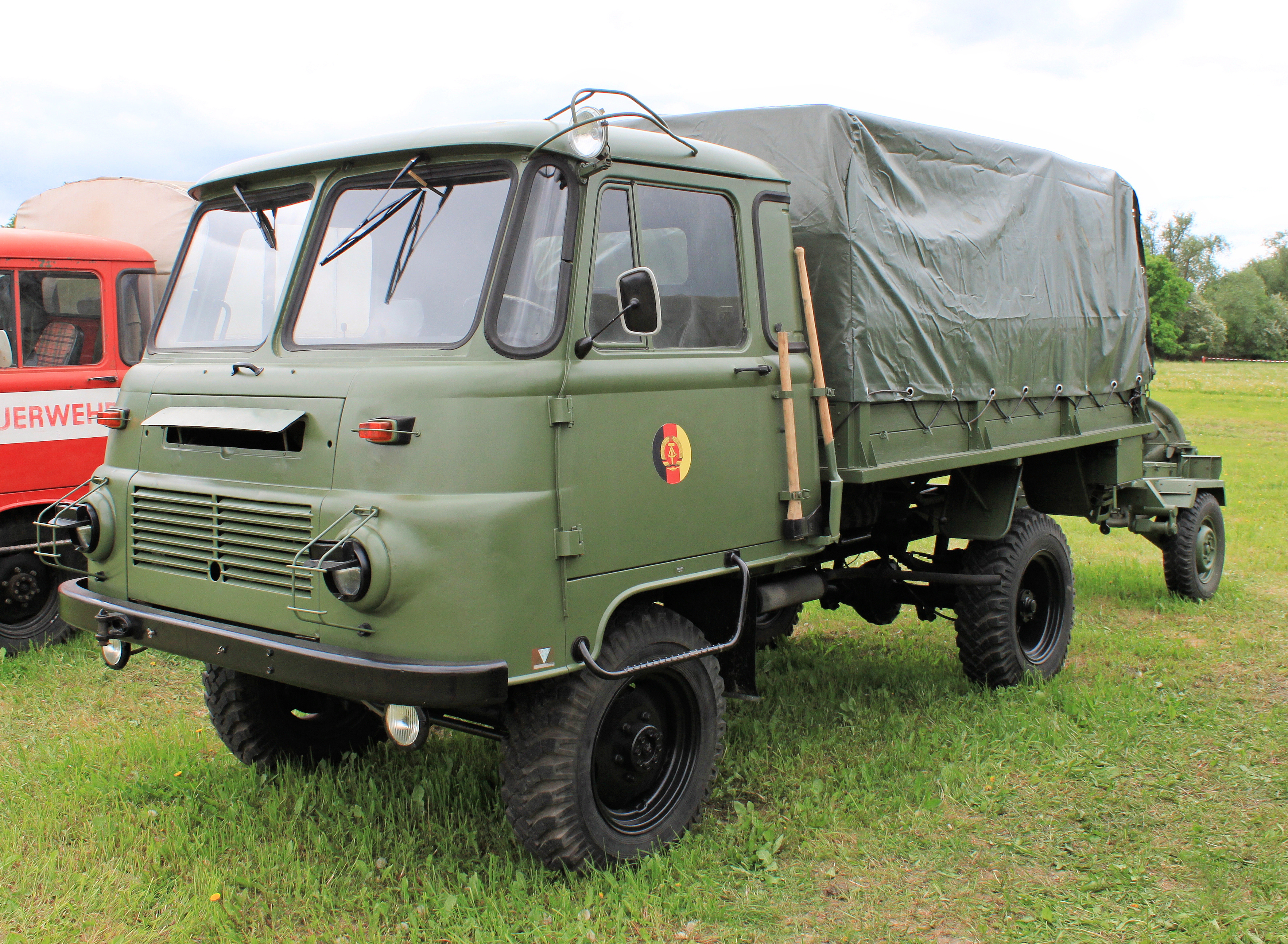
Bei der NVA eingesetztes Transportfahrzeug LO 2002 A, hier mit dem abzulösenden 120-mm-Granatwerfer M1943

### Sowjetunion
Das System löste in der Sowjetarmee die vorhandenen 120-mm-Granatwerfer ab. Mit der Auflösung der Sowjetunion gingen die Waffen an die Nachfolgestaaten über, wo sie heute teilweise noch in der Bewaffnung der jeweiligen Streitkräfte vorhanden sind.

### NVA
Die NVA beschaffte den Werfer 2B11 ab 1985. Mit ihm sollten die vorhandenen 120-mm-Granatwerfer M1943, aber auch die zahlreichen noch als Ersatzbewaffnung genutzten 82-mm-Granatwerfer Modell 37/41 in den Granatwerferbatterien der motorisierten Schützenregimenter abgelöst werden. Dieser Prozess konnte bis zur Auflösung der NVA jedoch nicht abgeschlossen werden. Insgesamt wurden nur 75 Werfer beschafft.
Auf die Beschaffung des Transportfahrzeuges 2F510 verzichtete die NVA. Stattdessen wurden als Zugmittel Lkw LO 2002 A genutzt.

## Aktuelle Nutzerstaaten
- Estland – Stand Januar 2018 befanden sich 14 2B11 im Dienst.[7]:98
- Georgien – Stand Januar 2018 befanden sich 14 2S12 (2B11) im Dienst.[7]:187
- Kasachstan – Stand Januar 2018 befand sich eine unbekannte Anzahl 2B11 im Dienst.[7]:189
- Kirgisistan – Stand Januar 2018 befanden sich 6 2S12 (2B11) im Dienst.[7]:190
- Litauen – Stand Januar 2018 befanden sich 5 2B11 im Dienst.[7]:124

- Russland – Stand Januar 2018 befanden sich 700 2S12 (2B11) im Dienst des Heeres.[7]:194
- Ukraine – Stand Januar 2018 befanden sich 214 2S12 (2B11) im Dienst.[7]:210 ff
- Usbekistan – Stand Januar 2018 befanden sich 24 2B11 im Dienst.[7]:214
- Venezuela – Stand Januar 2018 befanden sich 48 2S12 (2B11) im Dienst.[7]:424
- Belarus – Stand Januar 2018 befanden sich 14 2S12 (2B11) im Dienst.[7]:185